# خیابان مارین (ونکوور بزرگ)
خیابان مارین (انگلیسی: Marine Drive) نام سه جاده اصلی در ونکوور بزرگ، بریتیش کلمبیا، کانادا است. این جاده‌ها به موازات توده‌های آبی اصلی شهرت دارند، برخی از بخش‌ها یک جاده شریانی اصلی هستند، در حالی که برخی دیگر به ترافیک محلی خدمات می‌دهند. مارین نامی است که برای بخشی از خیابان مارین استفاده می‌شود که در اوایل دهه ۱۹۸۰ دور زده شد.